# Ray Scapinello

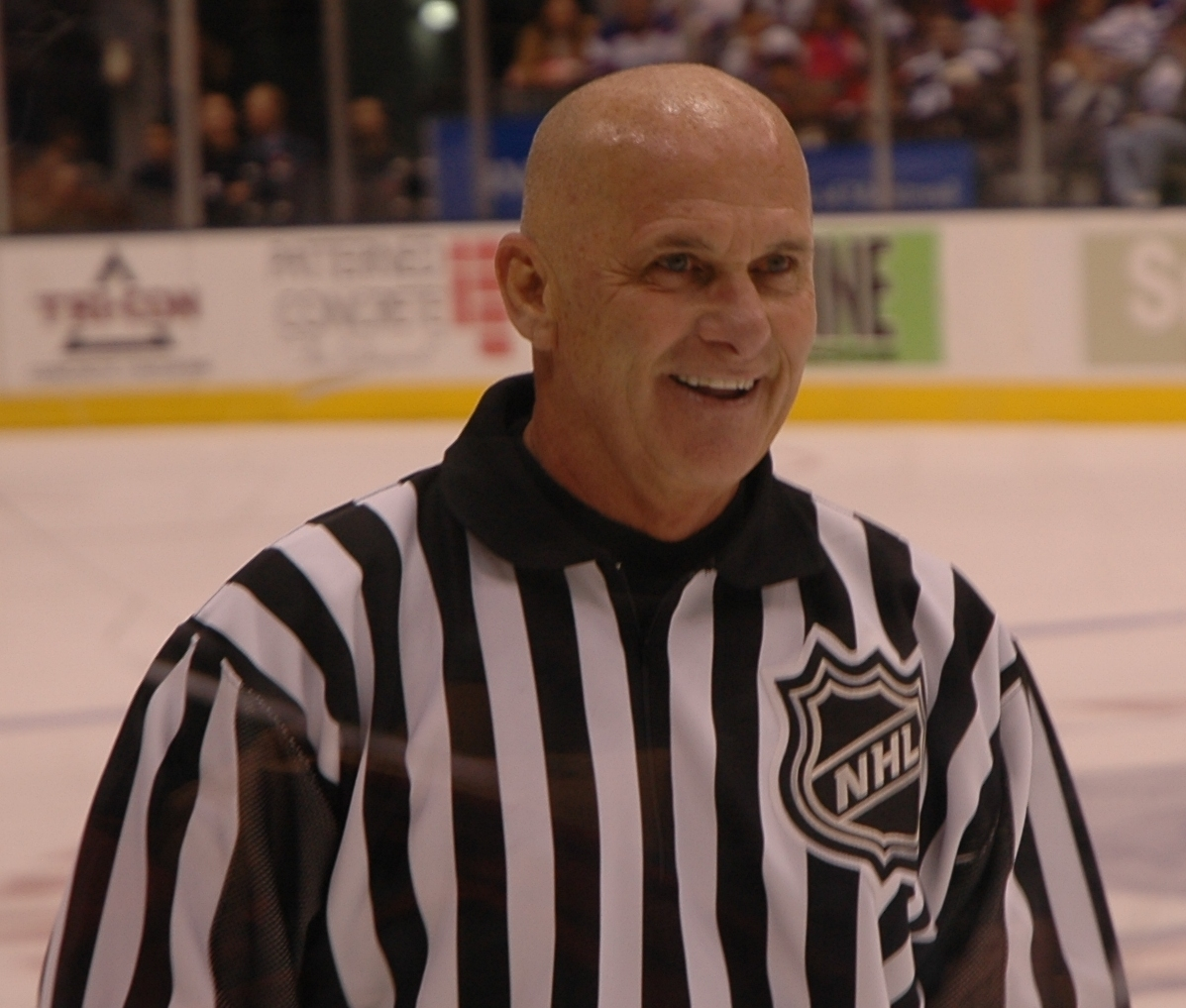
Ray Scapinello im Jahre 2008

Raymond „Ray“ Angelo Joseph Scapinello (* 5. November 1946 in Glen Christie, Ontario) ist ein ehemaliger kanadischer Eishockey-Offizieller. Der Linesman, der über einen Zeitraum von 33 Spielzeiten in der National Hockey League (NHL) aktiv war und dabei an 2.500 Meisterschaftsspielen mitwirkte, gilt als die Person mit den meisten on-ice-Einsätzen in der seit 1917 andauernden Geschichte der NHL. Dabei übertraf er die 1.765 Einsätze von Gordie Howe, der als Spieler mit den meisten in der NHL gilt und ebenfalls 33 Spielzeiten an der höchsten nordamerikanischen Eishockeyliga teilnahm, mit einem gehörigen Abstand. Neben seinen 2.500 Ligaeinsätzen, war er auch noch in 426 Play-off-Spielen, sowie zwanzig Stanley-Cup-Finalserien im Einsatz und war Linesman in drei NHL All-Star Games.
Im Jahre 2008 wurde er in der Kategorie „Schiedsrichter“ in die Hockey Hall of Fame aufgenommen.

## Leben und Karriere
Ray Scapinello wurde am 5. November 1946 als Sohn des Ehepaares Dorothy und George „Sonny“ Scapinello im kleinen Dorf Glen Christie, zwischen den größeren Ortschaften Guelph und Hespeler, in der kanadischen Provinz Ontario geboren. Im Dorf, das um einen Steinbruch entstand und zu diesem Zeitpunkt nur etwa 80 Einwohner, von denen der Großteil im hier ansässigen Werk von Domtar arbeitete, hatte, wuchs er an der Seite seiner älteren Schwester Dianna und seines jüngeren Bruders Dougie auf. Bereits in seiner Kindheit begann er Eishockey zu spielen und bekam noch in dieser Zeit seinen Spitznamen „Scampy“, unter dem man ihn unter anderem auch während seiner langen Zeit in der National Hockey League kannte. Den Namen „Scampy“ bekam er aufgrund seiner verhältnismäßig geringen Körpergröße und seinem außergewöhnlichen Talent am Eis. Obgleich seines großen Talents schaffte er nie den Sprung in den Profisport, spielte jedoch in Kanada auf Amateur- bzw. semiprofessioneller Ebene. So war er als Minor-Eishockeyspieler in der Nachbarstadt Hespeler aktiv und spielte später in Guelph, wohin er als 13-Jähriger mit seiner Familie gezogen war, in der Herrenmannschaft der Guelph Regals, ehe er 21-jährig seine Karriere als Spieler beendete. In weiterer Folge widmete er sich einer Karriere als Offizieller, nachdem ihn Mel McPhee, Schiedsrichterkollege Bill McCrearys späterer Schwiegervater, ihn dazu überredet hatte, und trat Ende der 1960er der Guelph Hockey Referee Association (GHRA) bei. 
In der Folgezeit war er als Offizieller in Amateur- und Junior-Ligen aktiv, ehe er ab 1968 die Schiedsrichterschule von Bruce Hood, der selbst erst seit 1963 in der NHL im Einsatz war, besuchte. Daraufhin war er als Schiedsrichter in einer illegalen Junior-League und wenig später in der Ontario Hockey Association (OHA) im Einsatz. Bald darauf folgten auch Einsätze in der American Hockey League (AHL), wobei er parallel dazu unter der Woche noch immer eine Vollzeitstelle in Guelph hatte. Während seiner Zeit in der OHA war es auch, als Scapinello von den damaligen NHL-Offiziellen und späteren Hall-of-Fame-Mitgliedern Frank Udvari und Scotty Morrison entdeckt wurde. Den beiden fiel Scapinellos Tätigkeit als Schiedsrichter positiv auf, weshalb sie veranlassten, dass er im Jahre 1970 ins NHL Officials’ Camp, einem Camp, bei dem etwaige NHL-Offizielle ausgewählt werden, eingeladen wurde. Hierbei wurde er jedoch nicht unter Vertrag genommen, blieb jedoch unverdrossen und kehrte ein Jahr später erneut zum NHL Officials’ Camp, woraufhin es für eine Einladung ins NHL Rookie Camp, sowie einen Vertrag in der NHL reichte und er als 24-Jähriger von der National Hockey League (NHL) für die Spielzeit 1971/72 verpflichtet wurde. Hierbei gab er am 17. Oktober 1971 im Spiel der Buffalo Sabres gegen die Minnesota North Stars in Buffalo, New York, sein Debüt als NHL-Offizieller.
Im Laufe seiner 33 Jahre andauernden Karriere in der National Hockey League versäumte er kein einiges Spiel, sei es wegen einer Krankheit oder einer Verletzung. Im Laufe der Jahre war er in zwanzig Stanley-Cup-Finalserien (1980–1981, 1983–1986, 1988–2000 und 2004) im Einsatz und war an 426 Play-off-Spielen und drei NHL All-Star Games beteiligt. Während seiner Zeit als Aktiver wurde Ray Scapinello, der stets ohne Helm am Eis war und durch seine Schnelligkeit auffiel, mit einer Größe von 1,74 m und einem Gewicht von 74 kg ausgewiesen. Am 26. Februar 1997, als Steve Sullivan sein erstes Spiel für die Toronto Maple Leafs absolvierte, absolvierte Scapinello in der Begegnung der Toronto Maple Leafs gegen die Washington Capitals sein 2000. Spiel als Offizieller. Etwas mehr als sieben Jahre später beendete er nach 33 Jahren in der NHL seine Karriere, als er beim Heimspiel der Buffalo Sabres gegen die Toronto Maple Leafs am 2. April 2004 sein 2500-Spiele-Jubiläum gab. Seine Laufbahn in der NHL begann und endete somit in derselben Stadt. Noch während seiner Zeit als Aktiver arbeitete er unter anderem als Offizieller beim Eishockey-Wettbewerb der Olympischen Winterspiele 1998 in Nagano.
Nach seinem Karriereende gründete er im Jahre 2006 die Ray Scapinello Foundation, über die er Studenten aus der Gegend um Guelph bei der Finanzierung ihrer Ausbildung unterstützt. Weiters existiert das alljährlich stattfindende Ray Scapinello Road Hockey Tournament, bei dem Geld für lokale Wohltätigkeitsorganisationen gesammelt wird. Des Weiteren ist er auch ein Unterstützer im Kampf gegen Krebs, der in seiner Familie und seinem Freundeskreis ebenfalls allgegenwärtig ist. So starb unter anderem sein Vater an Krebs sowie seine Schwägerin Patricia „Patty“ Ann Rogers und sein Schwager Douglas „Doug“ Flaherty an Hirntumoren. Weiters war er seit seinem Karriereende als Supervisor in der 2014 eingestellten Central Hockey League (CHL) im Einsatz und brachte im Jahre 2006 zusammen mit dem kanadischen Sportreporter und Autor Rob Simpson das Buch Between the Lines: Not-So-Tall Tales From Ray „Scampy“ Scapinello’s Four Decades in the NHL heraus. Zwei Jahre später wurde er, als Verdienst für seine 33 Jahre in der höchsten nordamerikanischen Eishockeyliga, in der Kategorie „Schiedsrichter“ in die Hockey Hall of Fame aufgenommen.